# Terrence Jennings
Terrence DeAndre Jennings (Arlington, Virginia, SAD, 28. srpnja 1986.) je američki taekwondoaš. Osvajač je brončane medalje na Olimpijadi u Londonu 2012. Također, sportaš je osvojio broncu i na Panameričkim igrama održanim 2011. u meksičkoj Guadalajari.

## Olimpijske igre

### OI 2012. London
| London 2012.     | London 2012. | London 2012. | London 2012.    |
| Protivnik        | Zemlja       | Uspjeh       | Natjecanje      |
| ---------------- | ------------ | ------------ | --------------- |
| Servet Tazegül   | Turska       | 6:8; poraz   | 1. krug         |
| Hrihorij Husarov | Ukrajina     | 3:2; pobjeda | repesaž         |
| Diogo Silva      | Brazil       | 8:5; pobjeda | borba za broncu |

## Vanjske poveznice
- Interview with Juan Moreno and Terrence Jennings  Arhivirana inačica izvorne stranice od 15. svibnja 2012. (Wayback Machine)
- Olympics-Men's taekwondo featherweight 58-68kg bronze medal results  Arhivirana inačica izvorne stranice od 29. srpnja 2014. (Wayback Machine)